# Gheorghe Simionov
Gheorghe Simionov (* 4. Juni 1950 in Caraorman, Kreis Tulcea) ist ein ehemaliger rumänischer Kanute.

## Erfolge
Gheorghe Simionov nahm an den Olympischen Spielen 1976 in Montreal im Zweier-Canadier mit Gheorghe Danielov in zwei Wettbewerben teil. Nach einem zweiten Platz im Vorlauf und einem Sieg im Halbfinale qualifizierten sie sich über 500 Meter für das Finale, in dem sie als Vierte knapp einen Medaillengewinn verpassten. Sie erreichten 0,3 Sekunden nach den drittplatzierten Ungarn Tamás Buday und Oszkár Frey das Ziel. Auch auf der 1000-Meter-Strecke erreichten sie als Zweite ihres Vorlaufs und Gewinner ihres Halbfinallaufs den Endlauf. Sie schlossen diesen nach 3:54,28 Minuten auf dem zweiten Platz hinter Serhij Petrenko und Alexander Winogradow aus der Sowjetunion und vor Tamás Buday und Oszkár Frey ab und gewannen dadurch die Silbermedaille.
Bei Weltmeisterschaften sicherte sich Simionov insgesamt elf Medaillen im Zweier-Canadier. 1966 wurde er in Berlin über 10.000 Meter mit Petre Maxim ebenso Weltmeister wie 1970 in Kopenhagen. Bei den Weltmeisterschaften 1971 in Belgrad gewann er mit Gheorghe Danielov auch über 500 Meter den Titel. Zwei Jahre darauf wurde er mit ihm in Tampere auf dieser Strecke Zweiter, während die beiden dieses Mal über 1000 Meter Weltmeister wurden. 1974 wiederholten sie in Mexiko-Stadt auf der 500-Meter-Strecke den zweiten Platz aus dem Vorjahr. Wiederum ein Jahr später belegten sie in Belgrad über 1000 Meter Rang zwei. Mit seinem Bruder Toma Simionov gewann Gheorghe Simionov bei den Weltmeisterschaften 1978, die erneut in Belgrad stattfanden, über 500 Meter die Bronze- sowie über 1000 Meter und auch über 10.000 Meter die Silbermedaille. 1979 belegten sie in Duisburg auf der 1000-Meter-Distanz den dritten Platz.
Nach seiner aktiven Karriere wurde Simionov Kanutrainer, unter anderem bei seinem Heimatverein CSA Steaua Bukarest sowie von der Nationalmannschaft Mexikos.